# トーマス・デュトイ
トーマス・デュトイ（Thomas du Toit、1995年5月5日 - ）は、プレミアシップバース・ラグビーに所属するラグビーユニオン選手。

## プロフィール
- 南アフリカ・ケープタウン出身。
- ポジションはプロップ(PR)。
- 身長 189cm、体重 130kg[1]
- U20南アフリカ代表に選ばれたことがある[2]。
- 南アフリカ代表キャップは18（2024年9月現在）。

## 略歴
2014年、シャークスに加入。 
2019年、ラグビーワールドカップ2019の南アフリカ代表に追加召集された。
2023年、バースに加入。 